# EasyNumber
 (juillet 2012).
EasyNumber (abréviation pour "Enterprise Access SYstem Number") est un système d'identification de l'industrie de l'information produit par EasyNumber Company SA, une coentreprise entre Coface et CreditReform. Il a pour vocation d'identifier les acteurs économiques à l'aide d'un numéro universel à 19 chiffres. Un identifiant international est attribué à chaque entité. Il est alloué de façon séquentielle partout dans le monde à toutes les organisations et entreprises, qu'elles soient publiques ou privées et que leur portée soit nationale ou internationale.
Cet identifiant a la particularité d'être basé sur une approche ouverte. Il regroupe l'information issue de multiples sources telles que les identifiants nationaux comme en France le numéro SIRET.

## Structure
Ces 19 chiffres de l'Easy number sont basés sur la structure suivante :
- les 14 premiers constituent l'identifiant (12 chiffres + 2 chiffres qui servent de clef de contrôle).
- les 5 derniers chiffres identifient la filiation de l'entité (filiale, succursale, maison mère).

## Reconnaissance
Lancé en juin 2007, EasyNumber est reconnu par la BIIA ainsi que la FECMA. Il répond aux attentes exprimées en novembre 2009 par la commission Européenne. En 2007, 25 millions d'entreprises étaient enregistrées, 50 millions en 2008. En septembre 2010, 66 millions d'entreprises étaient enregistrées dans la base de données globale EasyNumber.